# Prime Time (Fernsehserie)
Prime Time (Originaltitel: Horario estelar) ist eine mexikanische Thrillerserie, die von Estudios Teleméxico und Star Original Productions für die Walt Disney Company umgesetzt wurde. In Mexiko fand die Premiere der Serie als Original am 15. Februar 2023 auf Star+ statt. Im deutschsprachigen Raum erfolgte die Erstveröffentlichung der Serie am selben Tag durch Disney+ via Star als Original.

## Handlung
Der renommierte TV-Enthüllungsjournalist Ramiro del Solar ist für seine unermüdlichen und investigativen journalistischen Recherchen bekannt. Ramiro genießt einen tadellosen Ruf, führt ein gehobenes Leben, ist mit der erfolgreichen Geschäftsfrau Bernarda Díaz verheiratet, und ihre gemeinsame Tochter Jimena tritt in die Fußstapfen ihres Vaters als seriöse und verantwortungsbewusste Journalistin. Obwohl sein Privatleben immer mal wieder von der Boulevardpresse durchleuchtet wird, gab es noch nie etwas, was sein öffentliches Image hätte beflecken können, aber der Schein trügt, denn Ramiro weiß nur allzu gut, wie man schmutzige Geheimnisse verbirgt. Ramiro hat eine junge Geliebte namens Alexia Valle, eine olympische Medaillengewinnerin und gleichzeitig die beste Freundin seiner Tochter. Als Alexia in Ramiros Beisein stirbt, beschließt er, alle Beweise für ihre Affäre zu beseitigen. Doch als ihr Tod landesweites Aufsehen erregt und die Aufmerksamkeit der Öffentlichkeit auf sich zieht, versucht Ramiro, die Ermittlungen mit Hilfe seines Ansehens und seines Einflusses zu sabotieren. Als jedoch seine Tochter in den Mittelpunkt der Ermittlungen gerät und als Hauptverdächtige gilt, wird Ramiro hart getroffen und steht vor einem Scheideweg. Legt er alles offen und droht, alles zu verlieren, oder nimmt er weiterhin Einfluss auf alles, ohne die Konsequenzen seines Handelns zu kennen?

## Besetzung
| Rolle            | Schauspieler      |
| ---------------- | ----------------- |
| Ramiro del Solar | Óscar Jaenada     |
| Bernarda Díaz    | Dominika Paleta   |
| Jimena del Solar | Ela Velden        |
| Julia Torrado    | Maya Zapata       |
| Salvador Lima    | Alejandro Camacho |
| Alexia Valle     | Pamela Almanza    |

## Episodenliste
| Nr. | Deutscher Titel      | Originaltitel          | Erstveröffentlichung (Mexiko) | Deutschsprachige Erstveröffentlichung (D/A/CH) | Regie        | Drehbuch                                       |
| --- | -------------------- | ---------------------- | ----------------------------- | ---------------------------------------------- | ------------ | ---------------------------------------------- |
| 1   | Schneeball           | Bola de nieve          | 15. Feb. 2023                 | 15. Feb. 2023                                  | Luis Urquiza | Norma Lazo, Martin Bustos & Horacio Convertini |
| 2   | Bumerang             | Bumerán                | 15. Feb. 2023                 | 15. Feb. 2023                                  | Luis Urquiza | Norma Lazo                                     |
| 3   | Anonym               | Anónimo                | 15. Feb. 2023                 | 15. Feb. 2023                                  | Luis Urquiza | Norma Lazo                                     |
| 4   | Schlangen und Stufen | Serpientes y escaleras | 15. Feb. 2023                 | 15. Feb. 2023                                  | Luis Urquiza | Norma Lazo                                     |
| 5   | Werden               | Devenir                | 15. Feb. 2023                 | 15. Feb. 2023                                  | Luis Urquiza | Norma Lazo                                     |
| 6   | Das Feuer naht       | Se acerca el fuego     | 15. Feb. 2023                 | 15. Feb. 2023                                  | Luis Urquiza | Norma Lazo                                     |
| 7   | Erloschener Vulkan   | Volcán apagado         | 15. Feb. 2023                 | 15. Feb. 2023                                  | Luis Urquiza | Norma Lazo                                     |
| 8   | Polarfront           | Masa polar             | 15. Feb. 2023                 | 15. Feb. 2023                                  | Luis Urquiza | Norma Lazo                                     |
| 9   | Leningrad            | Leningrado             | 15. Feb. 2023                 | 15. Feb. 2023                                  | Luis Urquiza | Norma Lazo                                     |
| 10  | Bis in die Nacht     | Hacia la noche         | 15. Feb. 2023                 | 15. Feb. 2023                                  | Luis Urquiza | Norma Lazo                                     |